# Мужен
Муже́н (фр. Mougins, [mu.ʒæ̃]), окс. Mogins) — город и коммуна на юго-востоке Франции в регионе Прованс — Альпы — Лазурный берег, департамент Приморские Альпы, округ Грас, кантон Ле-Канне. До марта 2015 года коммуна являлась административным центром упразднённого кантона Мужен (округ Грас).
Площадь коммуны — 25,64 км², население — 19 361 человек (2006) с тенденцией к снижению: 17 884 человека (2012), плотность населения — 697,5 чел/км².

## Географическое положение
Город расположен севернее Канна, на дороге Наполеона, в 9 км от побережья Средиземного моря.

## История
Мужен впервые упоминается в XI веке как владение графов Антибских. Во время войны за австрийское наследство был разорён сардинцами. В XX веке стал развиваться как туристический центр. На «мызе» близ капеллы Нотр-Дам-де-Ви (XII век) последние 12 лет своей жизни прожил художник Пабло Пикассо. Существует пейзаж с видом этой капеллы кисти Уинстона Черчилля. Другие известные жители города — Франсис Пикабиа и Кристиан Диор.

## Население
Население коммуны в 2011 году составляло 18 516 человек, а в 2012 году — 17 884 человека.
| 1962 | 1968 | 1975 | 1982  | 1990  | 1999  | 2006  | 2008  | 2011  | 2012  |
| ---- | ---- | ---- | ----- | ----- | ----- | ----- | ----- | ----- | ----- |
| 5274 | 6346 | 8492 | 10197 | 13014 | 16051 | 19361 | 20017 | 18516 | 17884 |

Динамика численности населения:

## Экономика
В 2010 году из 12 471 человек трудоспособного возраста (от 15 до 64 лет) 9436 были экономически активными, 3035 — неактивными (показатель активности 75,7 %, в 1999 году — 69,4 %). Из 9436 активных трудоспособных жителей работали 8625 человек (4591 мужчина и 4034 женщины), 811 числились безработными (330 мужчин и 481 женщина). Среди 3035 трудоспособных неактивных граждан 949 были учениками либо студентами, 925 — пенсионерами, а ещё 1161 — были неактивны в силу других причин.
На протяжении 2010 года в коммуне числилось 7914 облагаемых налогом домохозяйств, в которых проживало 16973,0 человека. При этом медиана доходов составила 24 тысячи 333 евро на одного налогоплательщика.

## Города-побратимы
- Ашхайм, Германия
- Леричи, Италия

## Достопримечательности (фотогалерея)

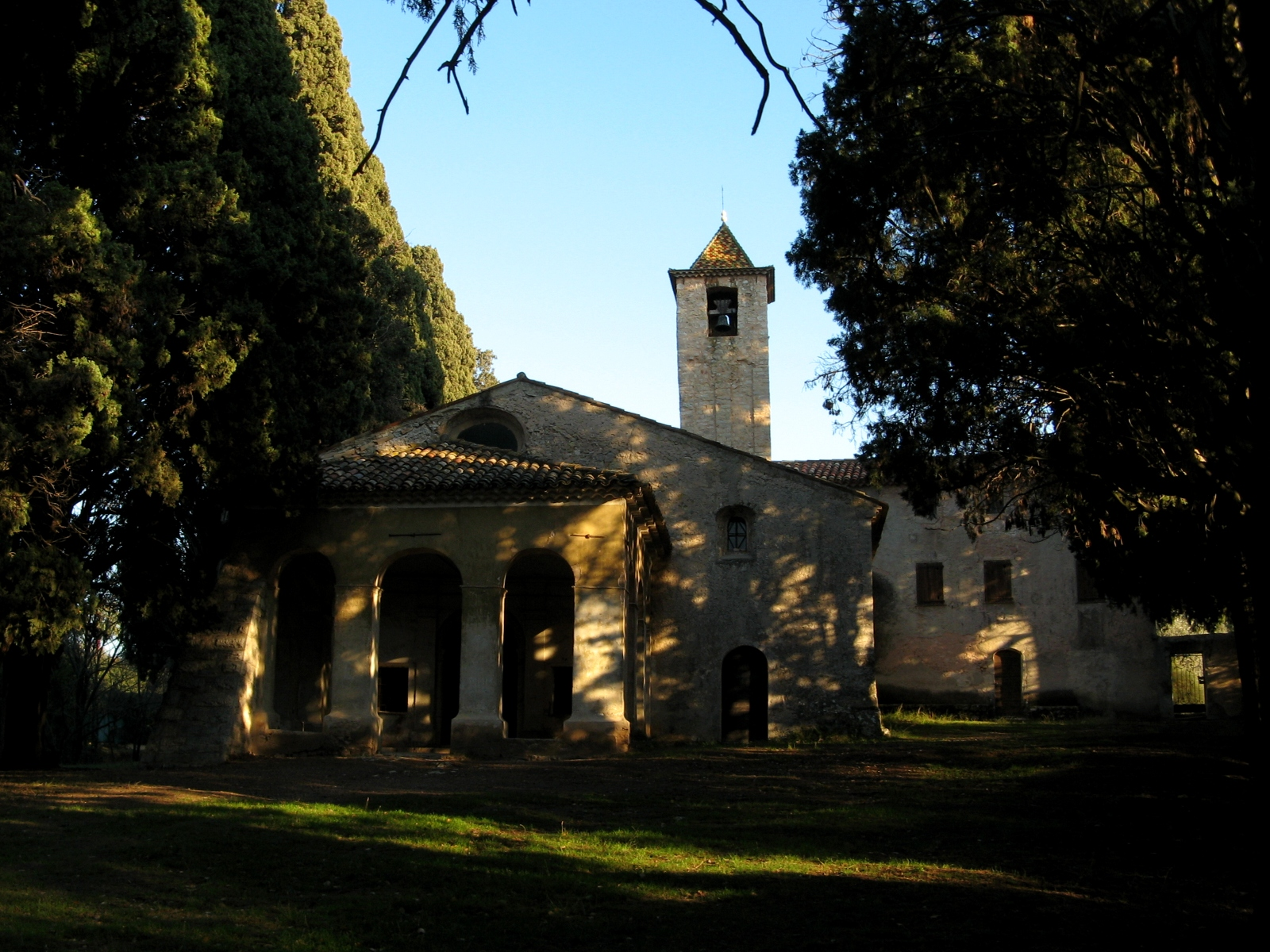
Часовня Нотр-Дам-де-Вью
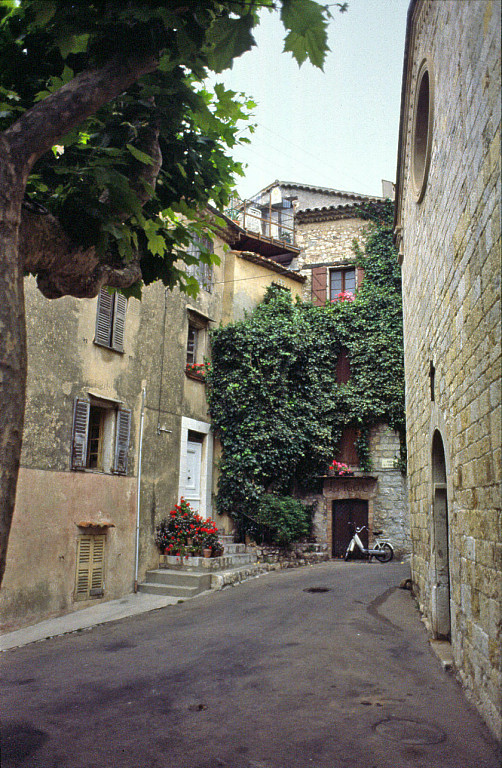
Церковный двор
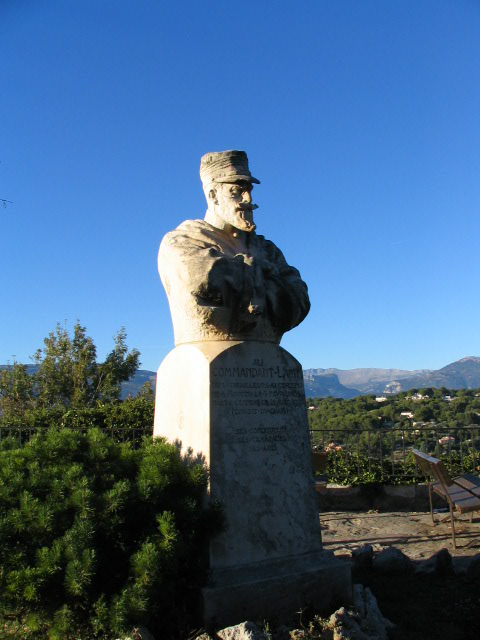
Памятник Франсуа Жозефу Амеде Лами